# Angjela Martini
Angjela Martini lub Angela Martini (ur. 23 maja 1986 w Szkodrze) – albańska modelka i działaczka na rzecz praw kobiet, zwyciężczyni Miss Universe Albania z 2010 roku.

## Życiorys
W 2010 roku zwyciężyła w konkursie Miss Universe Albania, co zakwalifikowało ją do udziału w Miss Universe; zajęła w nim 6. miejsce.